# 워해머 40,000
《워해머 40,000》(혹은 워해머 40K나 40K)는 게임즈 워크샾에 의해 출시된 턴 방식 미니어처 게임으로, 공상의 디스토피안 미래 세계를 바탕으로 한다. 워해머 40,000은 1987년에 릭 프리스틀리와 앤디 체임버즈에 의해 만들어졌으며 게임즈 워크샾의 전작인 워해머 판타지 배틀의 공상과학형으로 제작되었다. 기본 게임 이외에도 도시 전투나 행성 침공, 혹은 대규모 전투를 위한 다양한 확장판이 발매되었다. 최신 판은 2008년에 출시된 제5판(5th Edition)이다.
게임을 위한 미니어처는 보통 28 mm (1:65) 스케일이며 조립과 도색을 필요로 한다. 이러한 미니어처는 미래적인 병사, 괴물 및 차량 등을 포함한다. 플레이어는 이런 미니어처를 모아 군대를 만들어 상대 플레이어의 군대와 대결할 수 있다. 양 플레이어는 서로 비슷한 숫자의 군대를 가지고 테이블 혹은 지정된 크기의 보드 위에 전용 지형 모델이나 자작 방해물을 놓고 전투에 임한다. 전투의 종류는 소규모 접전부터 지정된 시나리오를 따르는 것까지 다양하다. 테이블 위의 미니어처들은 플레이어의 의지에 따라 물리적으로 테이블 위를 이동하며 줄자로 잰 미니어처간의 실제 거리에 따라 다양한 행동을 취할 수 있다. 플레이어가 자신의 미니어처에게 요구한 행동의 성공 여부는 육면체 주사위를 통해 결정된다. 한 게임에 걸리는 시간은 최저 30분에서 길게는 수일씩 걸리는 경우도 있다. 게임 상점들은 지역 리그를 주최하기도 하고 정기적으로 국제 토너먼트도 열리고 있다.
워해머 40,000의 공상 세계에는 다양한 종족이 존재한다. 이들은 현재로부터 근 38,000년동안 지구를 포함해 은하계의 큰 영역을 다스려온 전체주의 사상의 인류제국과 야만스러운 오크, 한 때는 우주 최강을 자랑했지만 현재는 멸망의 길을 걷고 있는 엘다, 살아남기 위해 다른 종족들을 생포해서 고문하는 다크 엘다, 우주를 떠돌며 생명체들의 혼을 빼앗는 네크론, 더 큰 이익을 위해 개개인의 이익을 포기하는 철학을 선포하기 위해 싸우는 타우, 오로지 파괴만을 위해 존재하는 괴물 종족 타이라니드, 한때는 인류제국의 군대였으나 현재는 적이 된 카오스 스페이스 마린, 혼돈의 에너지가 모이는 장소에서 태어나는 악마 카오스 데몬이 있다. 워해머 40,000은 게임 자체의 규칙을 설명하는 룰북과 동시에 각 진영(종족)에 특화된 코덱스라는 전용 책 또한 필요로 한다. 미니어처들은 게임즈 워크샾 및 포지월드에서 만들고 판매한다.
워해머 40,000의 세계관을 바탕으로 한 소설 및 비디오 게임 등도 출시되고 있다.

## 배경
워해머 40,000 게임은 디스토피안 공상과학/판타지 요소가 담긴 가상의 세계에서 이뤄진다. 워해머 40,000은 41천년기(4만년), 이 4만년은 우리가 쓰고있는 서기가 아닌, 황제력으로 쓰고있으며, 대부분의 중요 시대는 천년 단위로 구분되고 있다.
워해머 40,000 시대의 인류제국은 은하수 대부분의 행성들에 식민지를 건설해 우주의 강자로 군림하고 있으며, 다양한 외계 생명체들과 접촉하고 있다. 워해머 40,000에 등장하는 외계 생명체는 다음과 같다: 우주에 영향력을 끼치기 시작한 역사가 아직 짧지만 뛰어난 기술력과 수준 높은 문명을 자랑하며 자신들의 성공 비결이자 핵심 철학인 "대의(大義)에 대한 추구"를 우주 전체에 전파하고자 하는 타우 제국; 행성의 생명 에너지를 먹는 고대 존재 "크'탄 (C'tan)"에게 속아 영혼을 빼앗기고 살아있는 금속체에 같혀 노예가 된 네크론; 오랜 역사를 자랑하며 미래를 볼 수 있는 싸이커들과 함께 자만심으로 가득찬 엘다; 엘다와 동족이지만 자신들의 실패를 만회하기 위해 타 종족을 학살하는 사악한 다크 엘다; 뭐든지 집어삼키고 자체 생체공학의 발달로 무장한 순수 유기 생명체 타이라니드 무리; 그리고 마지막으로 워낙 바보같이 단순하고 우스우면서 활기가 넘쳐 시리즈의 개그 요소로 꼽히는 오크가 있다. 이 모든 종족들을 위해 게임에 사용할 수 있는 미니어처가 판매되고 있다. 이 외에 게임에 사용할 수 있는 진영은 인류제국의 수호자 스페이스 마린과 제국의 일부인 위치 헌터, 그레이 나이트, 임페리얼 가드 및 혼돈의 세계에서 나타난 악마 카오스 데몬, 그리고 인류를 버리고 카오스 신들을 섬기는 배신자 카오스 스페이스 마린이 있다. 네명의 카오스 신들 (코른, 젠취, 너글, 슬라네쉬)는 악으로 뭉친 존재들이며 우주의 모든 이를 악으로 물들여서 지배하는 것이 목적인 자들이다. 이 사악한 신들은 워해머 40,000세계의 평행우주인 워프에 살고있다. 하지만 이 워프를 통해서만이 드넓은 우주를 빠른 속도로 이동하도록 해주는 초공간 이동이 가능하며, 이 워프와의 접촉을 하는 것이 싸이커들의 일이다. 때문에 인류제국의 정보부는 대부분 싸이커들로 이루어져 있으며, 이들의 도움을 통해 우주 항해와 정보 통신이 가능하다. 하지만 워프는 혼돈 에너지의 집합체이기 때문에 이와 소통하는 싸이커들은 언제나 그 사악한 기운에 사로잡힐 위험에 처해있다. 이 네명의 사악한 신들이 평행우주인 워프를 벗어나 워해머 40,000의 우주에 영향을 끼치기 위한 틈새가 바로 "공포의 눈"이라 불리는 성운이다. 워프의 혼돈 에너지는 이곳을 통해 흘러나온다.
인류제국 군대의 대부분은 임페리얼 가드로 이루어져 있지만 그중 가장 유명한건 스페이스 마린들일 것이다. 스페이스 마린은 유전 조작으로 강화된 초인 병사들이며 황제에게 절대적인 충성을 맹세한 자들이다. 스페이스 마린과 그들의 지도자인 프라이마크들은 먼 과거의 "암흑 시대"때 우주 곳곳에 흩어진 인류 세계를 통일하기 위한 200년간의 "위대한 성전(The Great Crusade)"을 위해 황제 본인이 만들었다. 하지만 "황제의 아들" 이라고도 불리는 프라임아크 중 절반은 황제를 배신하고 카오스의 신들에게 충성을 바쳐 카오스 스페이스 마린이 된다. 이들은 배신과 동시에 황제의 거주지인 지구를 침략하고, 이 사건은 공격을 주모한 배신자 프라임아크의 이름을 따서 훗날 호루스의 이단이라 불린다. 끝내 호루스는 황제에게 죽임을 당하지만 황제 역시 치명상을 입게되고 신비한 고대의 생명 유지장치인 황금 옥좌를 통해 워해머 40,000 시대까지도 목숨을 유지하고 있다. 비록 더 이상 움직이지도 못하고 육체 역시 썩어 뼈만 남아가고 있지만 황제의 정신이 황금 옥좌를 통해 유지되고 있기 때문에 인류는 카오스 신들의 세력에 대항해 싸울 수 있고 워프를 이용해 빠른 속도로 우주를 이동할 수 있다.

## 테이블탑 보드게임

### 게임 방법

#### 배틀 레디
게임은 구입 후 조립 및 도색이 완료된 미니어처들을 준비한 플레이어 두명 혹은 그 이상이 참가하여 진행된다. 이러한 미니어처 모음은 "아미 (군대)" 라 불리며, 각 미니어처마다 능력과 가치에 따라 다른 포인트가 배정되어 있어 양 플레이어가 아미 크기에 무관하게 공평한 게임을 할 수 있도록 설계되어있다. 게임 시작 전에 플레이어들끼리 지정한 특정 포인트만큼의 아미를 가지고 게임은 시작된다. 이러한 아미의 구조는 워해머 40,000 게임 공통 룰북과 종족에 따라 특화된 설명서인 코덱스에 기초한다. 대부분의 경우 플레이어들은 룰북과 코덱스에 실린 규칙을 매우 중요하게 여기며 모든 플레이어들의 동의 없이는 절대적으로 지켜지도록 한다. 대체로 사용되는 게임 규모는 500 포인트에서 2,000 포인트이며 길이 4 피트(약 1.22 미터)에서 8 피트(약 2.44 미터), 너비 4 피트(약 1.22 미터) 크기의 테이블 위에서 진행된다. 하지만 이런 규모는 고정된 것이 아니며, 플레이어가 자유자재로 결정할 수 있다.
게임의 시작과 함께 게임 목표가 정해진다. 이러한 목표는 미션이라고 불리며, 게임판 위 특정 장소나 목표를 탈환하는 것에서 상대 아미를 전멸시키는 것까지 다양하다. 또한 야간 전투라는 특수 규칙을 적용하여 각 유닛의 시야에 제한을 거는 등 다양한 시나리오 설계가 가능하다. 짧고 단순해서 한시간만에 끝낼 수 있는 시나리오도 있는가 하면 복잡해서 수시간, 혹은 수일이 걸리는 시나리오도 있다. 다수의 시나리오를 엮어서 커다란 캠페인을 만드는 것도 가능하다. 캠페인은 일반적으로 배경 스토리를 포함하고 있으며 전용 규칙을 적용하는 경우도 잦다. 캠페인을 주모하며 전투 결과에 따라 이야기를 이어나가는 자를 GM(game master)라고 하며, GM은 모든 플레이어에게 중립적인 위치를 취한다. 이러한 캠페인은 GM 스스로가 만든 배경에서 진행될 수도 있고 공식 룰북 등을 참조할 수도 있다.

#### 배틀 페이즈

임페리얼 가드와 전투 중인 네크론

매 턴은 단계별로 나뉜다. 한 턴은 이동 단계(Movement Phase), 총격 단계(Shooting Phase), 백병전 단계(Assault Phase)로 나뉜다. 이동 단계는 말 그대로 이동을 하는 단계로, 플레이어는 테이블 위의 미니어처로부터 움직이고자 하는 거리를 줄자로 잰 후 제한거리 한도 내에서 이동한다. 일반적인 이동 제한 거리는 6 인치(약 15.24 센티미터)지만 이것은 유닛의 특성에 따라 다르다. 또한 이동은 지형에 따라 차이가 있는데, 숲이나 폐허의 부서진 건물 더미, 늪지대 등을 통과할때는 이동 속도가 줄며, 이 때 이동 거리는 주사위로 결정한다. 플레이어의 모든 유닛이 이동을 마쳤으면 다음 단계인 총격 단계로 넘어간다. 이 단계에서는 총기 혹은 사정거리가 있는 무기를 통한 공격만이 가능하다 (즉, 백병전에 사용되는 칼, 도끼, 발톱 등은 사용할 수 없다.). 워해머 40,000은 타 게임들과 달리 "실제 시야"라는 것을 이용하는데, 이는 미니어처의 눈높이에서 봤을 때 적이 보이는가를 판단하는 것이다. 때문에 지형에 관계없이 미니어처가 목표 유닛을 볼 수 있는가가 중요하다. 시야가 확인되었으면 줄자로 거리를 재고 주사위를 굴려 목표에 맞췄는지를 본다. 사정거리는 무기에 따라 다르며, 무기를 사용하는 유닛에 따라 정확도 역시 차이가 있다. 플레이어는 이 총격 단계때 공격을 포기하고 "돌진"을 할 수도 있다. 돌진을 시도한 유닛은 총격 단계때 공격을 할 수 없으며, 주사위를 굴려 나온만큼 더 이동한다. 총격 단계를 마치면 그 다음은 백병전 단계로 넘어간다. 이 단계때는 칼, 도끼, 발톱 등의 백병전 무기만을 사용할 수 있다. 플레이어는 원하는 유닛을 정하고 상대 플레이어에게 백병전을 시도하겠다고 선언을 한 후 지정한 유닛과 목표 적 유닛과의 거리를 줄자로 잰다. 만약 적이 사정거리내에 위치해있다면 두 유닛은 백병전에 들어간다. 백병전의 경우는 총격과 달리 턴별로 순서가 나뉘지 않는다. 예를 들어 총격의 경우 플레이어는 자신의 턴에 공격을 하고 다음 턴이 되어야 상대가 맞서 공격을 할 수 있다. 하지만 백병전의 경우 턴에 관계없이 양 플레이어 모두 공격을 한다. 그 순서는 코덱스를 통해 확인할 수 있는 각 유닛의 속도에 따라 결정된다. 또한 전투에 임한 턴 내에 백병전이 끝나지 않는다면 이는 다음 턴에서도 이어지며, 백병전에 임한 유닛들은 현재 싸우는 중인 상대 유닛에게서 벗어날 수 없고 백병전 단계 이외의 모든 단계는 넘어간다. 이를 "전투에 잠긴(locked in combat)" 상태라고 한다. 백병전에 참여하지 않은 유닛이 백병전중인 유닛들에게 발포하는 것 역시 불가능하다. 백병전은 어느 한쪽이 전멸하거나 패해서 후퇴한 경우 끝난다. 이 세 단계를 마치면 상대 플레이어의 턴으로 넘어가며, 같은 순서로 반복된다.

#### 플레이 가능 종족들
- 인류제국
  - 어뎁투스 아스타르테스 (구 스페이스 마린)
  - 어뎁투스 소로리라스
  - 어뎁투스 메카니쿠스
  - 아스트라 밀리타룸 (구 임페리얼 가드)
- 카오스의 군세
  - 카오스 데몬
  - 카오스 나이트
  - 카오스 스페이스 마린
  - 데스 가드
  - 사우전드 선즈
- 외계세력
  - 엘다 (크래프트월드)
  - 타이라니드
  - 네크론
  - 오크

## PC 게임
- 워해머 40,000: 돈 오브 워
- 워해머 40,000: 돈 오브 워2
- 워해머 40,000: 돈 오브 워3

## 같이 보기
- 네크론
- 오크
- 엘다
- 임페리얼 가드
- 스페이스 마린
- 인류의 황제
- 기계교(Adeptus Mechanicus, Cult Mechanicus, Cult of the Machine, Machine Cult)